# 河内遙
河内 遙（かわち はるか）は、日本の漫画家。女性。東京都在住。東京都立芸術高等学校美術科油画専攻卒業。谷川史子のアシスタント経験がある。祖父はアニメーターの古沢日出夫。

## 略歴
- 2000年、東京都立芸術高校油画科卒業。
- 2001年、「ひねもすワルツ」で第3回アックスマンガ新人賞佳作受賞。

## 作品リスト

### 連載
- ケーキを買いに（『マンガ・エロティクス・エフ』[1]）
- ラブメイク（『コーラス』[1]）
- 縁側ごはん（『まんがタイムラブリー』2009年1月号 - 2010年3月号[2]）
- 夏雪ランデブー（『FEEL YOUNG』2009年[3] - 2011年[4]）
  - ばらのきのねの（『FEEL YOUNG』2012年5月号[5] - 2013年9月号[6]） - 番外編シリーズ。
- 関根くんの恋（『マンガ・エロティクス・エフ』2009年 - 2014年[7]）
- 真空片戀パック（『Silky』[8]）
- はてなの花（『別冊コーラス』[8]）
- オーミ先生の微熱（『ビッグコミックスピリッツ』2010年30号[9] - 38号）
- リクエストをよろしく（『FEEL YOUNG』2014年10月号[10] - 2019年12月号[11]）
- 涙雨とセレナーデ（『Kiss』2014年 - 連載中）
- ムサシノ輪舞曲（『FEEL YOUNG』2020年8月号[12] - 連載中）

### 読み切り
- ひねもすワルツ（第3回青林工藝舎アックスマンガ新人賞佳作受賞作品、2001年）
- 豆乳コーヒーブギ（第2回集英社女性漫画誌新人グランプリの最終選考候補作品、2005年）
- カミキリムシ（『FEEL YOUNG』2009年3月号[13]） - 『on BLUE』Vol.1に再掲[13]。
- 机上の空恋（『月刊flowers』2010年1月号[14]）
- 縁側ごはん 番外編（『週刊漫画TIMES』2010年4月2日号[15]）
- あのころ僕らが（『コーラス』2010年6月号・7月号） - 前後編[16]。
- 雨とサイダー（『月刊flowers』2010年8月号[17]）
- 7階の女（『on BLUE』2010年Vol.1[13]） - 「カミキリムシ」の続編[13]。
- 庭師待機（『FEEL YOUNG』2012年3月号[18]） - 『夏雪ランデブー』の番外編[18]。
- 萬年みた夢（『月刊flowers』2012年4月号[19]）
- ホログラム忍者カラス（『増刊フラワーズ』・『月刊flowers』2013年10月号[20]）
- G線上の地団駄（『月刊flowers』2013年11月号[21]）
- 14日の金曜日（『月刊flowers』2014年4月号[22]）
- アケガタ花壇（『月刊flowers』2014年6月号[23]）
- 紙のみぞ知る（『月刊flowers』2014年8月号[24]）
- ソノタの欲望（『トリビュートブック 100％孤独のグルメ！ 〜それにしても腹が減った…〜』2024年[25]） - 『孤独のグルメ』のトリビュート寄稿作品[25]。

### 書籍
- 『ケーキを買いに』太田出版〈Fx COMICS〉、2009年5月14日発売[1]、ISBN 978-4-7783-2086-7、初の単行本[1]。
- 『チルヒ』小池書院、2009年5月14日発売[1]、ISBN 978-4-86225-467-2、短編集
- 『ラブメイク』集英社〈クイーンズコミックス〉、2009年5月19日発売[1]、ISBN 978-4-08-865536-9
- 『へび苺の缶詰』祥伝社〈Feelコミックス〉、2009年6月8日発売[1]、ISBN 978-4-396-76459-3、短編集
- 『夏雪ランデブー』、祥伝社〈Feelコミックス〉2010年 - 2013年、本編全4巻、番外編全1巻
- 『関根くんの恋』、太田出版〈fコミックス〉2010年 - 2014年、全5巻
- 『真空片戀パック』白泉社〈花とゆめCOMICS〉、2010年4月19日発売[8]、ISBN 978-4-592-19815-4
- 『はてなの花』集英社〈愛蔵版コミックス〉、2010年4月19日発売[8]、ISBN 978-4-08-782266-3
- 『縁側ごはん』芳文社〈芳文社コミックス〉、2010年4月19日発売[8]、ISBN 978-4-8322-3201-3
- 『オーミ先生の微熱』、小学館〈ビッグコミックス〉2010年 - 、既刊1巻（2010年10月29日現在）
  1. 2010年10月29日発売[26]、ISBN 978-4-09-183490-4
- 『文房具ワルツ』小学館〈フラワーコミックススペシャル〉、2014年9月10日発売[27]、ISBN 978-4-09-136249-0、短編集
- 『涙雨とセレナーデ』、講談社〈KC Kiss〉2015年 - 刊行中、既刊13巻（2025年4月11日現在）
- 『リクエストをよろしく』、祥伝社〈フィールコミックスFCswing〉2015年 - 2020年、全5巻
  1. 2015年10月13日発売[28]、ISBN 978-4-396-76658-0
  2. 2016年12月8日発売[29]、ISBN 978-4-396-76694-8
  3. 2017年12月8日発売[30]、ISBN 978-4-396-76722-8
  4. 2018年12月7日発売[31]、ISBN 978-4-396-76753-2
  5. 2020年1月8日発売[32]、ISBN 978-4-396-76779-2
- 『ムサシノ輪舞曲』、祥伝社〈フィールコミックスFCswing〉2021年 - 、既刊5巻（2025年7月8日現在）

## 出演
- マンガのラジオ（2022年1月2日[33] - 1月23日、ニッポン放送のPodcast、全4回[33]） - ゲスト出演[33]

## 関連人物
北沢バンビ
河内とほぼデビュー時期が同じで、交流のある漫画家。